# Falciot de Sladen
El falciot de Sladen (Apus sladeniae) és una espècie d'ocell de la família dels apòdids (Apodidae) que habita l'illa de Bioko, al golf de Guinea.